# Baseodiscus nipponensis
Baseodiscus nipponensis är en djurart som tillhör fylumet slemmaskar, och som först beskrevs av Ambrosius Arnold Willem Hubrecht 1887.  Baseodiscus nipponensis ingår i släktet Baseodiscus och familjen Valenciniidae. Inga underarter finns listade i Catalogue of Life.